# Federica di Schlieben
Contessa Federica Amalia di Schlieben (tedesco Friederike Amalie Gräfin von Schlieben; 28 febbraio 1757 – 17 dicembre 1827) era un membro del nobile Casato di Schlieben e una Contessa di Schlieben. Attraverso il suo matrimonio con Federico Carlo Luigi, Duca di Schleswig-Holstein-Sonderburg-Beck, Federica era anche un membro del Casato di Schleswig-Holstein-Sonderburg-Beck e Duchessa consorte di Schleswig-Holstein-Sonderburg-Beck (9 marzo 1780 - 25 marzo 1816).

## Infanzia
Federica nacque a Königsberg nel Regno di Prussia ed era la seconda e più giovane delle due figlie femmine del Conte Carlo Leopoldo di Schlieben e di sua moglie, la Contessa Maria Eleonora di Lehndorff.

## Matrimonio e figli
Federica sposò Federico Carlo Luigi, Duca di Schleswig-Holstein-Sonderburg-Beck, figlio del Principe Carlo Antonio di Schleswig-Holstein-Sonderburg-Beck e di sua moglie la Contessa Carlotta di Dohna-Schlodien, il 9 marzo 1780 a Königsberg. Federica e Federico Carlo ebbero tre figli:
- S.A.S Principessa Federica di Schleswig-Holstein-Sonderburg-Beck (13 dicembre 1780 - 19 gennaio 1862)[2]
- S.A.S Principessa Luisa di Schleswig-Holstein-Sonderburg-Beck (28 settembre 1783 - 24 novembre 1803)[2]
- S.A.S Federico Guglielmo, Duca di Schleswig-Holstein-Sonderburg-Glücksburg (4 gennaio 1785 - 27 febbraio 1831)[2]

## Titoli e trattamento
- 28 febbraio 1757 - 9 marzo 1780: Sua Altezza Illustrissima Contessa Federica di Schlieben
- 9 marzo 1780 - 25 marzo 1816: Sua Altezza Serenissima La Duchessa di Schleswig-Holstein-Sonderburg-Beck
- 25 marzo 1816 - 17 dicembre 1827: Sua Altezza Serenissima La Duchessa Madre di Schleswig-Holstein-Sonderburg-Beck

## Discendenti
Attraverso suo figlio, Federico Guglielmo, Duca di Schleswig-Holstein-Sonderburg-Glücksburg, Federica è antenata della Regina Elisabetta II, di Margherita II di Danimarca, di Costantino II di Grecia, di Carlo XVI Gustavo di Svezia, Harald V di Norvegia, and Henri, Granduca di Lussemburgo.